# Кампостађа (Сијена)
Кампостађа је насеље у Италији у округу Сијена, региону Тоскана.
Према процени из 2011. у насељу је живело 28 становника. Насеље се налази на надморској висини од 125 м.